# Oncicola freitasi
Oncicola freitasi är en hakmaskart som först beskrevs av Machado 1950.  Oncicola freitasi ingår i släktet Oncicola och familjen Oligacanthorhynchidae. Inga underarter finns listade i Catalogue of Life.